# 皇帝陛下万歳
「皇帝陛下万歳」（こうていへいかばんざい、ドイツ語: Heil dir im Siegerkranz）は、ドイツ帝国成立の1871年から崩壊した1918年までの国歌である。帝国成立以前、この歌はプロイセン王国の国歌であり、旋律はイギリス国歌である「国王陛下万歳」、リヒテンシュタイン国歌｢若きライン川上流に｣と同様のものである。この両方の理由でドイツの他の地方では、この歌は余り人気が無かった。ほとんどのドイツの民族主義者の支持を取り付けるのに失敗しただけでなく、バイエルンやヴュルテンベルク、南ドイツの諸都市でもこの歌は拒否された。第一次世界大戦敗戦後、帝政が崩壊した後に「ドイツの歌」（または「ドイツ人の歌」）がドイツ国歌としてヴァイマル共和国で制定された。
「ラインの守り」（Die Wacht am Rhein ）はドイツ帝国の第2の（非公式な）国歌であり、帝政崩壊まで使用されたが、帝政崩壊後、国歌としての役割に終止符を打った。

## 歌詞
歌詞は元々、1790年にデンマーク国王クリスチャン7世を記念して、ハインリヒ・ハリース（Heinrich Harries）によって作詞された。これを基に、ドイツ帝国で使用するために歌詞が改編された。

### ドイツ語版

#### 1.
Heil dir im Siegerkranz,
Herrscher des Vaterlands!
Heil, Kaiser, dir!
Fühl in des Thrones Glanz
Die hohe Wonne ganz,
Liebling des Volks zu sein!
Heil Kaiser, dir!

#### 2.
Nicht Roß und Reisige
Sichern die steile Höh',
Wo Fürsten steh'n:
Liebe des Vaterlands,
Liebe des freien Manns
Gründen den Herrscher Thron
Wie Fels im Meer.

#### 3.
Heilige Flamme, glüh',
Glüh' und erlösche nie
Fürs Vaterland!
Wir alle stehen dann
Mutig für einen Mann,
Kämpfen und bluten gern
Für Thron und Reich!

#### 4.
Handel und Wissenschaft
Heben mit Mut und Kraft
Ihr Haupt empor!
Krieger- und Heldentat
Finden ihr Lorbeerblatt
Treu aufgehoben dort,
An deinem Thron!

#### 5.
Dauernder stets zu blüh'n
Weh' unsre Flagge kühn
Auf hoher See!
Ha, wie so stolz und hehr
Wirft über Land und Meer
Weithin der deutsche Aar
Flammenden Blick.

#### 6.
Sei, Kaiser Wilhelm, hier
Lang' deines Volkes Zier,
Der Menschheit Stolz!
Fühl' in des Thrones Glanz,
Die hohe Wonne ganz,
Liebling des Volkes zu sein!

Heil, Kaiser, dir!
これらの歌詞はドイツ皇帝及びプロイセン国王であるヴィルヘルム2世の治世に使用された。

## 日本語訳例

### 1.
万歳、勝利の王冠を戴きて
祖国知ろしめす大君よ！
皇帝陛下万歳！
輝かしき帝座に
全ての喜びに満てられて
民に愛されたる
皇帝陛下万歳！

### 2.
軍馬と騎士のある
強大なる護りさえ
皇帝陛下には敵わず
祖国への愛こそ
自由人への愛こそ
大波に耐うる巌の如く
帝座を固く護るなれ

### 3.
聖なる炎よ、燃え上がれ
決して絶ゆまじ
祖国のために！
我らは皆立ち上がる
皇帝陛下のために勇気を持ちて
歓びと共に戦い血を流す
帝位と祖国のために！

### 4.
商いと知識
勇気と力を以て
これを引き上げん！
戦士と英雄の行いは
決して朽ちざる誉れにして
決して朽ちざる忠烈なり
帝座の下にて！

### 5.
永遠に掲げよ
我らの旗を永遠に掲げよ
高き波の上でも
ああ、なんと誇り高き
陸と海も越える
ドイツのアールの地でも
燃える心をしている

### 6.
皇帝ヴィルヘルムよ
我ら国民の永き誉れにして
人類の誇りよ！
輝かしき帝座に
全ての喜びに満てられて
民に愛されたる

皇帝陛下万歳！